# Beverly Crusher
Beverly Crusher är en fiktiv karaktär i tv-serien Star Trek: The Next Generation. Hon porträtteras av skådespelaren Gates McFadden och gör sitt första framträdande i seriens första avsnitt, Encounter at Farpoint.
Dr. Beverly Crusher (Dr. Beverly Cheryl Howard Crusher) är en av huvudpersonerna i The Next Generation och är så genom nästan hela serien, säsong två undantaget. 

## Biografi
Född 13 oktober 2324. Hennes kända släktskap är främst hennes son Wesley Crusher (som också är en del av besättningen på Enterprise) samt föräldrarna Paul och Isabel Howard. Hon har när serien utspelar sig varit gift med Jack Crusher vilken under tiden innan serien avlider.
Hennes position på USS Enterprise (NCC-1701-D) är Chief Medical Officer. Hon påbörjar serien med graden Lieutenant Commander men avslutar den med den högre graden Commander.
I seriens sista avsnitt All Good Things..., presenteras en alternativ framtid. I den anges att Beverly Crusher är frånskild från Jean-Luc Picard. I denna alternativa framtid för hon också kommando över skeppet USS Pasteur.